# Embún
Embún es una localidad perteneciente al municipio del Valle de Echo, en la Jacetania, provincia de Huesca, Aragón. Está situado sobre un cerro en la parte derecha del río Aragón Subordán. A la ribera de este río está la huerta de Embún, famosa por el cultivo de los “boliches de Embún”, una pequeña judía blanca muy apreciada en Aragón.
Son famosas también como plato típico las migas de Embún, que consiste en una variante de las típicas migas de pastor populares en gran parte del Pirineo Aragonés. En la década de los años 1980 se recuperó el Palotiau un baile típico de la zona que se dejó de practicar en los años 1920, posteriormente en el año 2000 se ha creado el grupo A Ronda d'os Chotos que trata de recuperar y dar a conocer la música popular altoaragonesa.
En la localidad se han creado el Museo de lo Palotiau y la Farrería d'Embún. Entre los mayores todavía se mantiene el aragonés y aunque pertenece a la Val d'Echo, el habla recibe influencias de la zona de Jaca, no siendo exactamente igual que el aragonés de Echo y Siresa.

## Demografía
| Gráfica de evolución demográfica de Embún entre 1842 y 1970 |
| |
| Población de derecho según los censos de población del INE Población de hecho según los censos de población del INEEntre el censo de 1981 y el anterior, este municipio desaparece porque se agrupa en el municipio Valle de Hecho |

| 742                        | 741 | 812 | 783 | 803 | 809 | 824 | 744 | 614 | 582 | 477 | 259 |
| (Fuente: [cita requerida]) |     |     |     |     |     |     |     |     |     |     |     |

## Patrimonio artístico
Destaca la iglesia parroquial de San Martín, construida entre los siglos XVI y XVIII, sustituyendo al anterior templo románico, que se supone ubicado en unos restos que localmente son conocidos como La Cárcel.
Destaca en la iglesia de San Martín una portada fechada en 1553 de estilo renacentista. En el interior se pueden observar una serie de retablos de los que destaca el retablo de San Francisco de Asís en el que están representados dos bustos femeninos conocidos como las diablas de Embún.
En las cercanía de esta localidad aún se conservan las ruinas del antiguo Convento Mercedario del Pilar fechado en el siglo XVIII.

## Lugares de interés
- Museo etnológico de lo Palotiau. Muestra de las costumbres más arraigadas en la zona.[1]
- También se han encontrado necrópolis medievales correspondientes a la repoblación de la zona durante la reconquista.